# آلبرت لادنبورگ
آلبرت لادنبورگ (آلمانی: Albert Ladenburg؛ ۲ ژوئیهٔ ۱۸۴۲ – ۱۵ اوت ۱۹۱۱) یک شیمی‌دان اهل آلمان بود.